# Scarperia
Scarperia är en ort och frazione i kommunen Scarperia e San Piero i provinsen Florens i regionen Toscana i Italien. 
Scarperia upphörde som kommun den 1 januari 2014 och bildade med den tidigare kommunen San Piero a Sieve den nya kommunen Scarperia e San Piero. Den tidigare kommunen hade 7 829 invånare (2013).